# Gerhard Bäcker
Gerhard Bäcker (* 23. Januar 1947 in Wülfrath) ist ein deutscher Sozialwissenschaftler.

## Leben
Gerhard Bäcker studierte Volkswirtschaftslehre an der Universität zu Köln, unter anderem bei Otto Blume. Nach Abschluss seines Studiums 1973 war er zunächst Assistent am Seminar für Sozialpolitik an der Universität zu Köln und arbeitete in der Forschung am Institut für Sozialforschung und Gesellschaftspolitik Köln. Von 1977 bis 1996 war er wissenschaftlicher Referent im WSI der Hans-Böckler-Stiftung. Er wurde 1981 an der Universität Bremen promoviert.
Zwischen 1995 und 2002 lehrte er Politik an der Hochschule Niederrhein in Mönchengladbach.
Bäcker war bis Anfang 2012 Professor für Soziologie an der Universität Duisburg-Essen und von 2005 bis Mitte 2010 leitete er das Dekanat des Fachbereichs für Gesellschaftswissenschaften auf dem Campus in Duisburg. Er war zugleich stellvertretender Geschäftsführer des Instituts Arbeit und Qualifikation. Seit März 2012 ist er pensioniert und ist als Senior Professor dem Institut Arbeit und Qualifikation angeschlossen. Außerdem ist er Senior Fellow der Hans-Böckler-Stiftung.

## Wirken
Bäcker beschäftigt sich insbesondere mit den Grundlagen und Problemen des Sozialstaates und untersucht die Empirie und Geschichte des Wohlfahrtsstaates.
Weitere Themen sind der Arbeitsmarkt, Armut und Ausgrenzung und die Rolle älterer Arbeitnehmer.
Bäcker ist Vorstandsmitglied der Gesellschaft für sozialen Fortschritt, Vertrauensdozent der Hans-Böckler-Stiftung, Vorsitzender des Sozialethischen Ausschusses der Evangelischen Kirche im Rheinland und Mitglied des Sozialpolitischen Ausschusses des Sozialverbands Deutschland (SoVD).